# Toužim
Toužim település Csehországban, a Karlovy Vary-i járásban. Toužim Teplá, Otročín, Bochov, Štědrá, Útvina, Bezvěrov és Úterý településekkel határos. Lakosainak száma 3492 fő (2024. január 1.).

## Népesség
A település lakosságának változását az alábbi diagram mutatja:
| Lakosok száma | 5075 | 5052 | 5085 | 2680 | 3949 | 3710 | 3728 | 3705 | 3457 | 3492 |
|               | 1869 | 1900 | 1921 | 1961 | 1980 | 2011 | 2016 | 2019 | 2021 | 2024 |